# That Night!
Pour plus de détails, voir Fiche technique et Distribution.
That Night! est un film américain réalisé par John Newland, sorti en 1957.

## Synopsis
Chris Bowden travaille dans une agence de New York. Il écrit des publicités pour la télévision et rentre quotidiennement chez lui dans le Connecticut par le train. Un jour, en retard pour l'anniversaire de sa fille, Chris fait une crise cardiaque alors qu'il est à bord du train. Un arrêt imprévu est fait pour le transporter d'urgence à l'hôpital. Bien qu'il soit au début de la quarantaine, Chris craint que sa vie ne touche à sa fin, en particulier après une deuxième attaque. Sa femme Maggie réévalue également sa vie.

## Fiche technique
- Titre : That Night!
- Réalisation : John Newland
- Scénario : Jack Rowles et Robert Wallace
- Musique : Mario Nascimbene
- Photographie : Morris Hartzband
- Montage : David Cooper
- Production : Himan Brown
- Société de production : Galahad Productions
- Société de distribution : RKO Radio Pictures (États-Unis)
- Pays :  États-Unis
- Genre : Drame
- Durée : 88 minutes
- Dates de sortie : 
  -  États-Unis : septembre 1957

## Distribution
- John Beal : Christopher J. Bowden
- Augusta Dabney : Maggie Bowden
- Malcolm Brodrick : Tommy Bowden
- Dennis Kohler : Chrissie Bowden
- Beverly Lunsford : Betsy Bowden
- Shepperd Strudwick : Dr. Bernard Fischer
- Rosemary Murphy : l'infirmière « Chorny » Chornis
- Bill Darrid : Dr. Perroni
- Joseph Julian : M. Rosalie
- Karl Swenson : McAdam
- Ann Loring : Mme. McAdam

## Distinctions
Le film a été nommé pour deux BAFTA.